# Acantheremus
Acantheremus is een geslacht van rechtvleugeligen uit de familie sabelsprinkhanen (Tettigoniidae). De wetenschappelijke naam van dit geslacht is voor het eerst geldig gepubliceerd in 1907 door Karny.

## Soorten
Het geslacht Acantheremus omvat de volgende soorten:
- Acantheremus arboreus Nickle, 2001
- Acantheremus bonfilsi Hugel & Morin, 2003
- Acantheremus cohni Naskrecki, 1997
- Acantheremus colwelli Naskrecki, 1997
- Acantheremus dominicanus Naskrecki, 1997
- Acantheremus elegans Karny, 1907
- Acantheremus granulatus Karny, 1907
- Acantheremus major Naskrecki, 1997
- Acantheremus tenuis Naskrecki, 1997
- Acantheremus unali Naskrecki, 1997